# Aleksandr Podrabínek

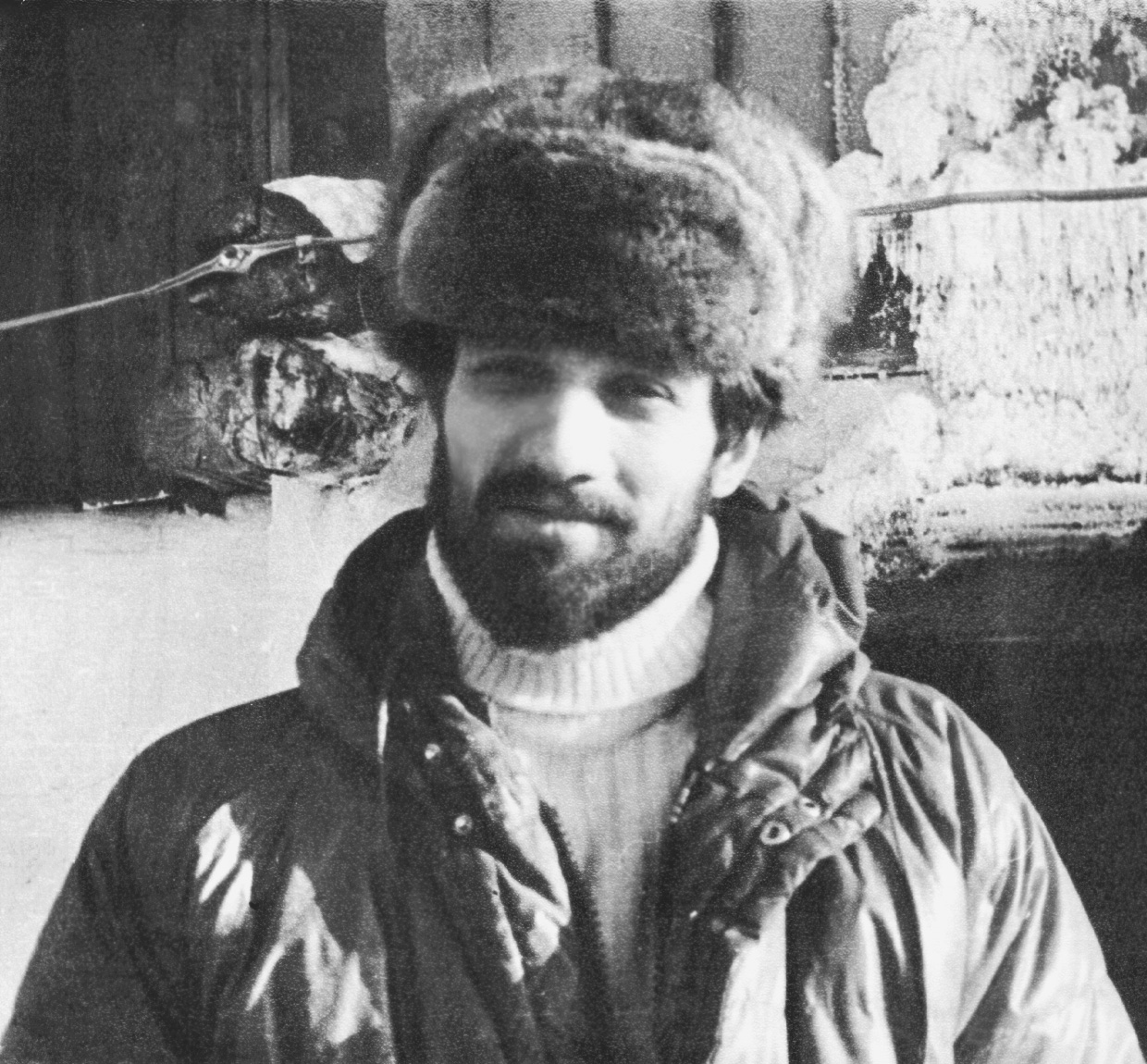

Aleksandr Podrabínek o Alexander Podrabinek (en ruso: Александр Пинхосович Подрабинек; Moscú, 5 de agosto de 1953) es un periodista y editor en jefe de la Agencia de Noticias Prima.

## Actividades de disidencia
Se le negó la entrada a la escuela de medicina, por razones étnicas у políticas. Desde 1972 se interesó en problemas relacionados con las violaciones a los derechos humanos en la URSS, principalmente los abusos de la psiquiatría con fines políticos por parte del Gobierno ruso, у durante tres años у medio trabajó como asistente médico en el servicio de ambulancias de Moscú, como una forma discreta para entrar en los hospitales psiquiátricos. En otoño de 1976, comenzó a defender a los prisioneros de conciencia en los hospitales psiquiátricos. Bajo el método Samizdat, de distribuir documentos secretamente y de mano en mano para evitar la represión, escribió el libro Medicina Punitiva, donde documentó la represión gubernamental a disidentes de forma psicológica.
En enero de 1977, un pequeño grupo de ciudadanos soviéticos, incluyendo a Podrabínek, anunció la formación de la Comisión de Trabajo para la Investigación del Uso de la Psiquiatría con Propósitos Políticos. En marzo de 1977, oficiales de la seguridad del estado (KGB) confiscaron el manuscrito final de Medicina Punitiva así como la documentación necesaria para escribirlo. Podrabínek lo volvió a reproducir, en parte basado en su memoria у en parte gracias a notas que no pudieron confiscar.

## Arresto y encarcelamiento
Constantemente acosado por la KGB, Podrabínek fue finalmente arrestado el 14 de mayo de 1978 у fue acusado de diseminar falsedades que denigraban al sistema soviético. El 15 de agosto de 1978, fue sentenciado a cinco años de exilio. Fue arrestado de nuevo el 17 de marzo de 1979 у enviado a la Siberia. Fue finalmente liberado en 1986. 

## Actividades como periodista
A partir de la Perestroika y la Glásnost, retomó su actividad periodística más libremente. De 1987 a 2000 fue editor en jefe de la revista semanal sobre derechos humanos Chrónika y a partir de 2000 de la Agencia de Noticias Prima. Además es cofundador y presidente del Comité Social Ruso de Ayuda a los Disidentes Cubanos.